# Диксонвил (Пенсилванија)
Диксонвил (енгл. Dicksonville) насељено је место без административног статуса у америчкој савезној држави Пенсилванија.

## Демографија
По попису из 2010. године број становника је 467, што је 17 (3,8%) становника више него 2000. године.
| Група             | 2000.       | 2010.       |
| Белци             | 440 (97,8%) | 460 (98,5%) |
| Афроамериканци    | 0 (0,0%)    | 1 (0,2%)    |
| Азијати           | 0 (0,0%)    | 0 (0,0%)    |
| Хиспаноамериканци | 6 (1,3%)    | 3 (0,6%)    |
| Укупно            | 450         | 467         |